# Wang Ming-ťüan
Wang Ming-ťüan (čínsky pchin-jinem Wáng Míngjuān, znaky 王明娟; * 11. října 1985, Jung-čou, Čína) je čínská vzpěračka. Na Letních olympijských hrách v Londýně získala zlatou medaili ve váhové kategorii do 48 kg celkovým výkonem 205 kg (91 kg v trhu a 114 kg v nadhozu). Je též čtyřnásobnou mistryní světa.